# Arco (Itália)
Arco (Alemão:Arch) é uma comuna italiana da região do Trentino-Alto Ádige, província de Trento, com cerca de 14.500 habitantes. Estende-se por uma área de 63 km², tendo uma densidade populacional de 230 hab/km². Faz divisa com Lomaso, Dro, Villa Lagarina, Drena, Tenno, Riva del Garda, Ronzo-Chienis, Mori, Nago-Torbole.